# Chondestes grammacus
El chingolo arlequín o gorrión arlequín (Chondestes grammacus) es una especie de ave paseriforme de la familia Passerellidae; es la única especie de su género. Anida en los desiertos de Norteamérica. Es parcialmente migratoria, extendiéndose su distribución al sur hasta Honduras.

## Edad adulta
Es un paserélido grande, alcanzando en su edad adulta entre 14 y 17 cm. Tiene un patrón característico en la cabeza. Las mejillas y la corona son de color castaño rojizo, pero la corona está dividida en el centro por una raya blanca. El resto de la cabeza es principalmente blanco con algunas rayas negras. Por lo demás, el cuerpo sigue un patrón típico de gorrión: dorso pardo, listado con manchas oscuras, y partes dorsales blancas, con la excepción de una sola mancha negra en el pecho. La cola también presenta algunas manchas blancas.
Los juveniles se distinguen por ser más opacos y tener rayas en las partes ventrales.

## Zonas donde habita
Habita desde el sur de Canadá, la mayor parte de los Estados Unidos al oeste de los Apalaches y en el norte de México. Prefiere las zonas áridas, siendo más común en el oeste, donde habita en áreas abiertas de desiertos, zonas de matorrales y pastos y campos de cultivo. Busca alimento en el suelo o en arbustos; su alimento principal son semillas, pero también incluye saltamontes en la época reproductiva. Las poblaciones del norte de México y los estados adyacentes de Estados Unidos son residentes, pero las poblaciones norteñas forman grandes grupos migratorios en invierno, y migran hacia el sur, para distribuirse desde el sur de los Estados Unidos,  gran parte de México y en Centroamérica hasta Honduras. Casualmente puede encontrarse también en las Antillas durante la temporada invernal.

## Canto
El canto del macho consiste de dos notas claras seguidas por una serie de zumbidos y trinos. El llamado es un sit débil. La hembra anida en el suelo, en un nido en forma de taza elaborado de pasto algunas veces cubierto con otro tipo de vegetación. Pone de 3 a 6 huevos blancos con algunas manchas negras.